# ケースIH

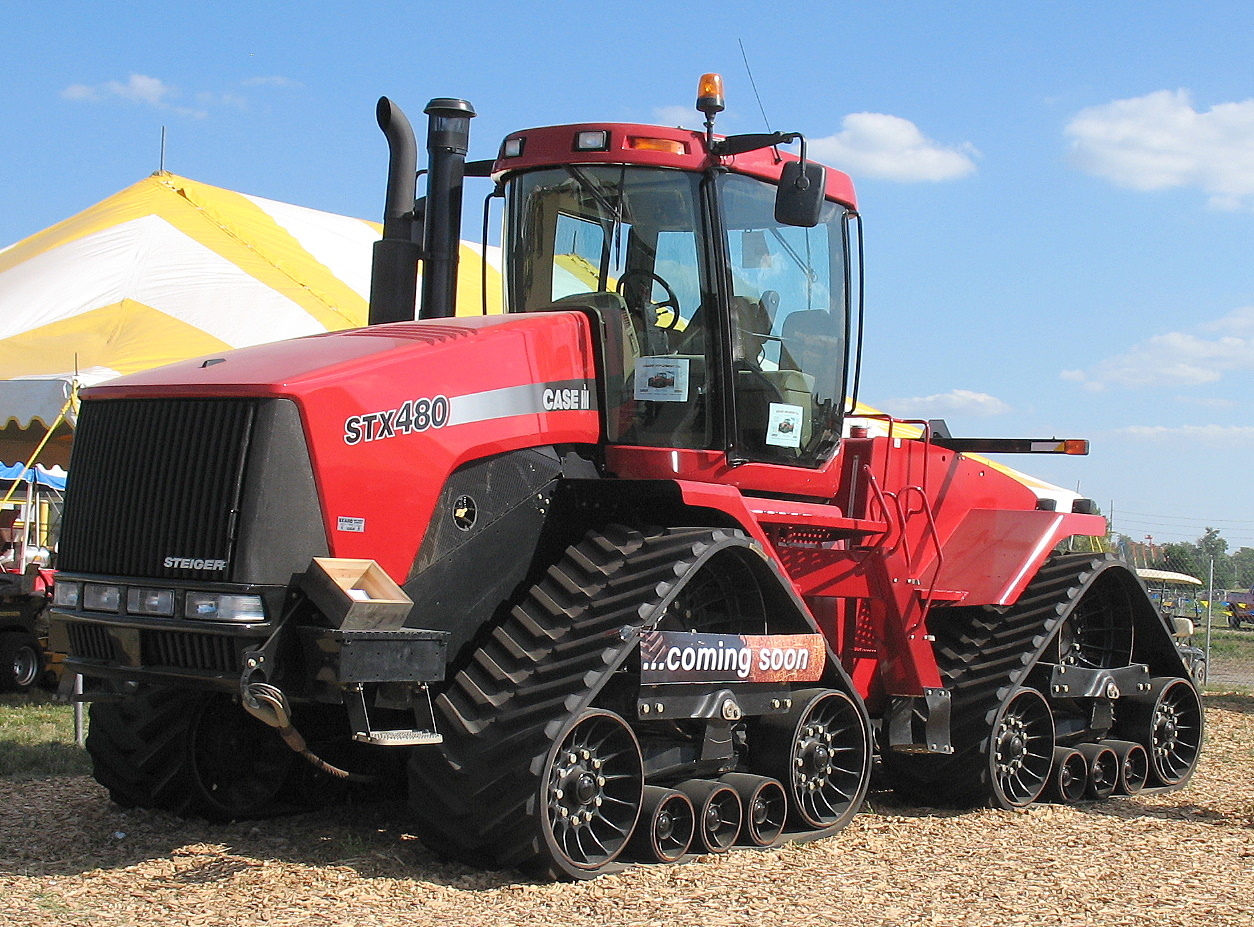
ケースIHのトラクター(STX480)

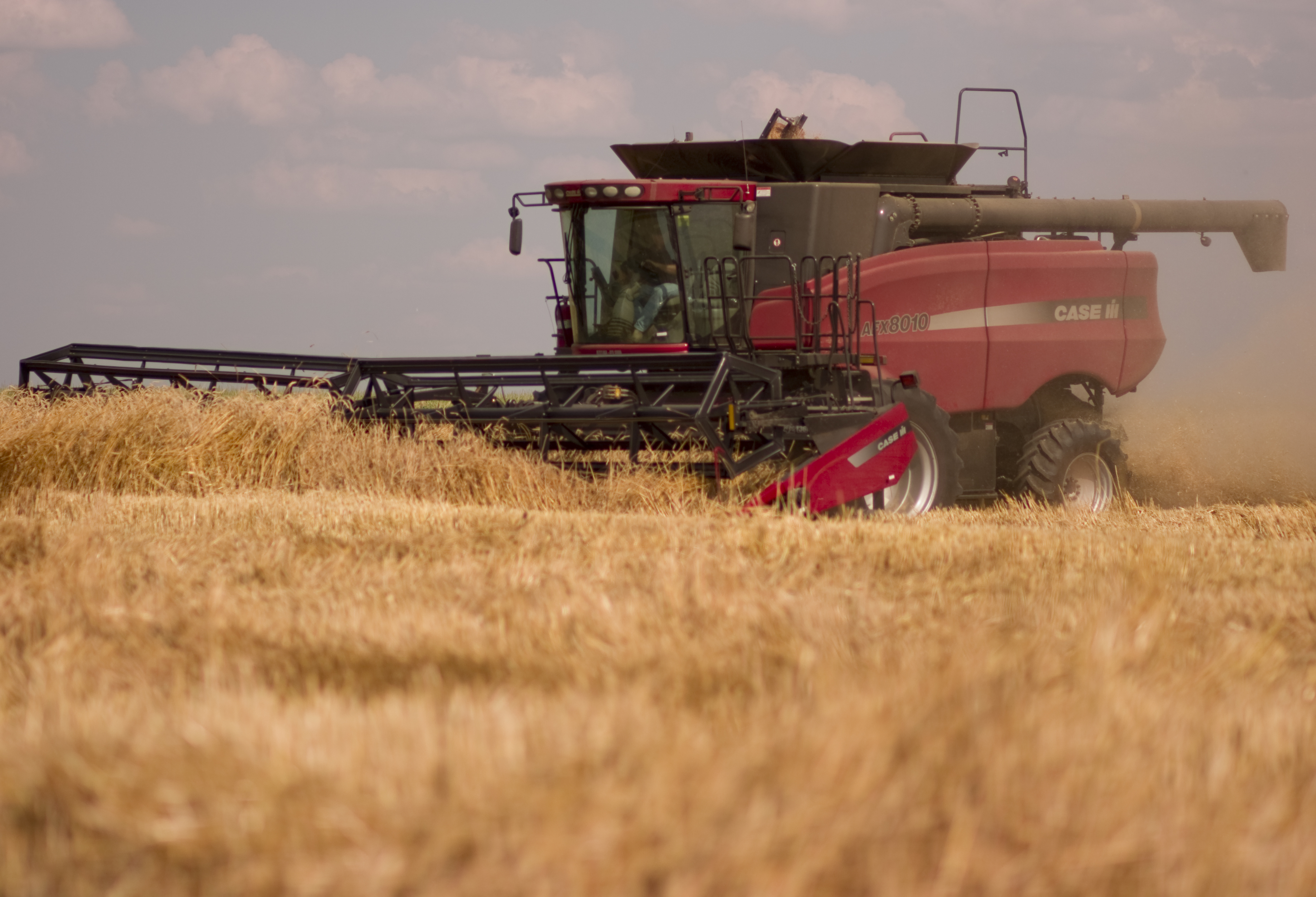
ケースIHのコンバイン(AFX8010)

ケースIH（英: Case IH）は、CNHインダストリアルの保有する世界有数の農業機械のブランド。本社はアメリカ合衆国ウィスコンシン州ラシーンにあり、世界160カ国以上に4000以上の取扱店をもつ。
ケースIHが生産する農業機械は、トラクター、コンバイン、収穫機、牧草機械、耕起機械、播種機、スプレーヤー、また特注の農業器具など多岐にわたり、アメリカ農学・生化学学会(:en:ASABE)のAE50賞を何度も獲得している。最もよく知られたケースIH製の機械としては、アクシャルフロー・コンバイン(Axial-Flow combine)、マグナム・トラクター(Magnum tractor)、スタイガー(en:Steiger Tractor)、ファームオール(en:Farmall tractor)などが挙げられる。
また、ケースIHは農業機械の生産・販売のみならず、ディーラー網を通じて農家やコントラクター向けの金融サービス、部品やメンテナンスサービス、リース業務も行っている。

## 歴史
ケースIHの160年にもわたる歴史は、アメリカ農業史に貢献した2人の男から始まった。彼らの発明で農業生産率が100倍になったといわれる。
1842年、ジェローム・インクリース・ケース(:en:Jerome Increase Case)がJIケース会社(J I Case company)の一つとしてラシーネ脱穀機会社(Racine Threshing Machine Works)を設立。1869年には蒸気エンジンの製造を開始し、1886年には世界最大規模の蒸気エンジン製造会社となっている。
一方、1848年にサイラス・マコーミック(en:Cyrus McCormick)がマコーミック収穫機会社(en:McCormick Harvesting Machine Company)を設立した。同社はサイラスの死後息子が引継ぎ、1902年にディアリング収穫機会社(en:Deering Harvester Company)と他に3つの小さな同業者をまとめて合併し、インターナショナル・ハーベスター(en:International Harvester 略称 IH)となる。
それから約100年後の1985年、JIケース社はインターナショナル・ハーベスターの農業機械部門を買収し、世界第2位の農業機械メーカー、ケースIHとなった。
そして1999年に、ケースIHはニューホランドAgとの統合により、フィアットが資本90%を占めるCNHグローバルの1ブランドとなった。

## ケースCE
なお、JIケース社の建設機械部門はケースCEとなり、同じくCNHグローバルの1ブランドとして存続しており、2008年現在キャタピラー、コマツに次ぐ世界第3位の規模を誇っている。
日本の住友建機と提携して油圧ショベルを調達、Caseブランドで販売している。

## 日本におけるケースIH
2008年現在、ケースIHブランドのトラクターを日本ニューホランドと三菱農機が輸入・販売している。